# الخمسة والخمسون
كان الخمسة والخمسون مجموعة من 55 إيرانيًا تم اعتقالهم لتورطهم في الأنشطة السياسية الشيوعية في عام 1937  وتم تقديمهم للمحاكمة في نوفمبر 1938 في أكثر المحاكمات السياسية إثارة في عهد رضا شاه بهلوي.  توفي بعض من الـ55 في السجن مثل الدكتور تقي عراني، وأفرج عن البقية في عام 1941. 
نتيجة للتشابه مع محاكمة البلاشفة القدامى في المحاكمات الستالينية الصورية في الاتحاد السوفيتي في 1936-1938، سخر البعض من أن رضا شاه كان يقوم بتقليد جوزيف ستالين. 
الخمسة والخمسون هم:
- 2. عبد الصمد كمبخش
- 3. محمد بهرامي
- 4. محمد شريشيان
- 5. علي صادق بور
- 6. محمد بقراتي
- 7. ضياء الاموتي
- 8. محمد بازوح
- 9. محمد فرجامي
- 10.عباس أذري
- 11. نصر الله عزازي
- 12. أنور خامي
- 13. نصرت الله جهانشلو
- 14. عماد العموتي
- 15. أكبر أشفر
- 16. تقي ماكنزاد
- 17. مجتبى سجادي
- 18. بوزرج علوي
- 19. مهدي رساي
- 20. إيراج اسكندري
- 21. مرتضى يزدي
- 22. رضا ردمانش
- 23. خليل مالكي
- 24. مرتضى سجادي
- 25. حسين سجادي
- 26. علي شندرميني
- 27. محمد قدرة
- 28. تقي شاهين
- 29. مرتضى رضوي
- 30. سيف الله الصياح
- 31. النقلي حكمي
- 32. عزة الله عتيقي
- 33. فالي خجوي
- 34. رحيم الموتي
- 35. شيبان زماني
- 36. عبد القاسم أشتري
- 37. حسين طربيات
- 38. فض الله جركاني
- 39. يوسف صقفي
- 40. جلال النعيني
- 41. رجبلي نسيمي
- 42. بهمن الشوملي
- 43. مهدي لاله
- 44. إحسان الطبري
- 45. عباس نراقي
- 46. مهدي دانشفار
- 47. حسن حبيبي
- 48. نور الدين الاموتي
- 49. رضا إبراهيم زاده
- 50. خليل انقلاب
- 51. فريدون مانو
- 52. آنا تركمان
- 53. رازي حكيم الله
- 54. محمد إبراهيم مقدم
- 55. أحمد محمد مقابل نكبين

## الحواشي
1. ↑  Daniel، Elton L. (2001). The History of Iran. Greenwood Publishing Group. ISBN:0313307318. مؤرشف من الأصل في 2022-07-26.
2. 1 2  Abrahamian 1999
3. ↑  Alavi، Bozorg (2009). 53 Nafar (Fifty-three People) (بالفارسية). Negah. ISBN:978-9643510688.